# نكران التغير المناخي

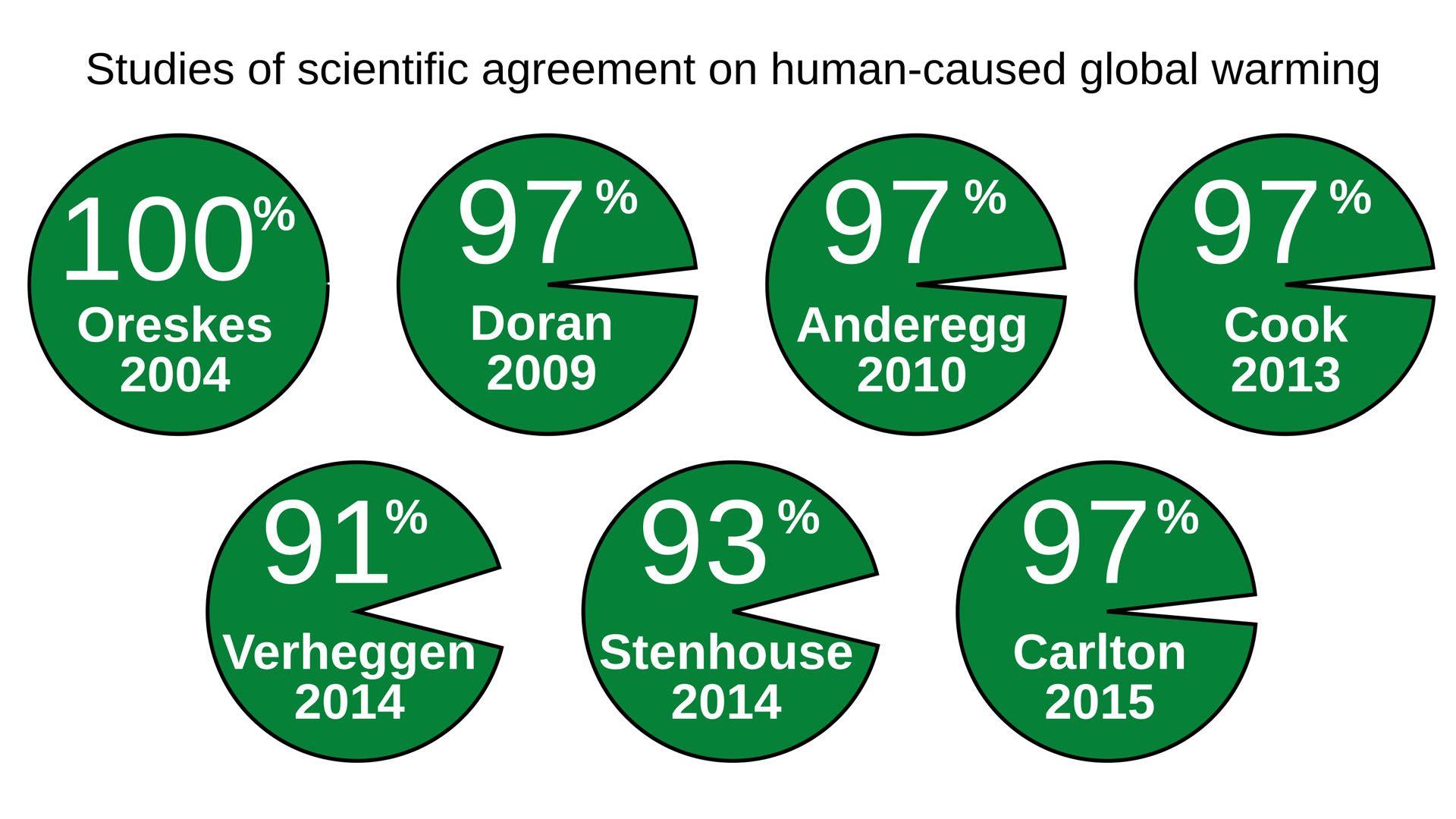
نتائج سبع ورقات من 2004-2015 لتقييم الإجماع العلمي على الاحترار العالمي من صنع الإنسان، راجع مسوحات آراء العلماء حول تغير المناخ

إن إنكار تغير المناخ، أو إنكار الاحترار العالمي، هو جزء من جدل الاحترار العالمي. إنه ينطوي على إنكار، أو رفض، أو شك لا مبرر له يتناقض مع الرأي العلمي بشأن تغير المناخ، بما في ذلك المدى الذي يسببه البشر، وتأثيراته على الطبيعة والمجتمع البشري، أو إمكانية التكيف مع الاحترار العالمي عن طريق الإجراءات البشرية. بعض المنكرين يؤيدون هذا المصطلح، في حين أن البعض الآخر يفضل مصطلح التشكيك في تغير المناخ. لاحظ العديد من العلماء أن «الشك» هو وصف غير دقيق لأولئك الذين ينكرون ظاهرة الاحتباس الحراري البشرية المنشأ. في الواقع، فإن المصطلحين يشكلان مجموعة متواصلة من وجهات النظر، ولهما بوجه عام نفس الخصائص: كلاهما يرفض، إلى حد كبير أو أقل، الإجماع العلمي على تغير المناخ. إنكار تغير المناخ يمكن أن يكون ضمنيًا أيضًا، عندما يقبل الأفراد أو المجموعات الاجتماعية العلم ولكنهم يفشلون في التصالح معه أو ترجمة قبولهم إلى أفعال. قامت العديد من الدراسات في العلوم الاجتماعية بتحليل هذه المواقف كأشكال من الإنكار وكعلم الزائف.
تم وصف حملة تقويض ثقة الجمهور في علوم المناخ بأنها «آلة إنكار» تنظمها المصالح الصناعية والسياسية والأيديولوجية، وبدعم من وسائل الإعلام المحافظة والمدونين المتشككين لإثارة عدم اليقين بشأن ظاهرة الاحتباس الحراري. في النقاش العام، كثيرا ما تستخدم عبارات مثل التشكيك في المناخ مع نفس معنى إنكار المناخ. هذه التسميات محل خلاف: أولئك الذين يتحدون بنشاط عن علم المناخ عادةً ما يصفون أنفسهم بأنهم «متشككون»، لكن الكثيرين لا يمتثلون للمعايير الشائعة للتشكك العلمي، وبغض النظر عن الأدلة، ينكرون باستمرار صحة ظاهرة الاحتباس الحراري التي يسببها الإنسان.
على الرغم من أن الرأي العلمي حول التغير المناخي هو أن النشاط البشري هو على الأرجح الدافع الرئيسي لتغير المناخ،  تأثرت سياسات الاحتباس الحراري بإنكار تغير المناخ، مما أعاق الجهود المبذولة لمنع تغير المناخ والتكيف معه المناخ الاحتراري. عادةً ما يستخدم الذين يروجون للحرمان التكتيكات الخطابية لإعطاء مظهر للجدل العلمي حيث لا يوجد شيء.

## نبذة تاريخية
بدأت الأبحاث المتعلقة بتأثير غاز ثنائي أكسيد الكربون على المناخ في عام 1824، وذلك عندما خلُص الفيزيائي الفرنسي جوزيف فورييه إلى وجود «تأثير البيت الزجاجي» على الغلاف الجوي. في عام 1860، حدد الفيزيائي البريطاني جون تندل مدى تأثير غازات البيت الزجاجي على امتصاص الأشعة تحت الحمراء. في عام 1896، برهن العالم السويدي سفانت أرينيوس أن حرق الفحم قد يسبب احتباسًا حراريًا، ليجد غاي ستيوارت كالندار في عام 1938 أن ذلك يحدث إلى حدٍ ما بالفعل. تقدم البحث على نحو سريع بعد عام 1940؛ حذّر العالم الأمريكي روجر ريفال الناس منذ عام 1957 من المخاطر حول كون حرق الوقود الأحفوري «تجربة علمية ضخمة» على المناخ. أجرت الإدارة الوطنية للملاحة الجوية والفضاء (ناسا) والإدارة القومية للمحيطات والغلاف الجوي بحثًا، إذ خلص تقرير جول تشارني لعام 1979 إلى أن الاحترار الحقيقي في طريقه للقدوم، وأن «سياسة الترقب والانتظار قد تعني الانتظار حتى فوات الأوان».
في عام 1959، أفاد عالم يعمل لدى شركة شِل النفطية في مقال نُشر في مجلة نيو ساينتست بأن دورات الكربون واسعة جدًا بحيث لا يمكنها أن تخل بتوازن الطبيعة. ومع ذلك، بحلول عام 1966، نشرت منظمة معنية بأبحاث صناعة الفحم، وهي شركة أبحاث الفحم القاريّ المحدودة، نتائج مفادها أن استمرار الاتجاهات السائدة في استهلاك الفحم «ستزيد بدورها درجة حرارة الغلاف الجوي للأرض فضلًا عن إحداث تغيرات واسعة في مناخات الأرض». «مثل هذه التقلبات في درجة الحرارة من شأنها أن تتسبب في إذابة القمم الجليدية القطبية، والتي سيترتب عليها غمر العديد من المدن الساحلية، بما فيها نيويورك ولندن». في مناقشة تلت هذه الورقة في ذات المنشور، أضاف مهندس الاحتراق في شركة بيبودي للفحم، التي تُسمى الآن شركة ببيبودي للطاقة والتي تُعد أكبر مورّد للفحم في العالم، أن صناعة الفحم كانت مجرد «كسب للوقت» قبل إذاعة قوانين حكومية إضافية تتعلق بتلوث الهواء في إطار المحافظة على نظافة الهواء. على الرغم من ذلك، دأبت صناعة الفحم على مر عقود من الزمن على الدفاع عن القضية التي تنص على أن زيادة غاز ثنائي أكسيد الكربون في الجو مفيدة لكوكب الأرض.
في إطار الاستجابة للزيادة التي طرأت على الوعي العام في ما يتعلق بتأثيرات البيت الزجاجي في سبعينيات القرن الماضي، تراكمت ردود الأفعال المحافظة، متجاهلة بذلك المخاوف البيئية التي قد تؤدي إلى إجراءات حكومية. مع تقلّد رونالد ريغان الرئاسة في عام 1981، اندرج الاحترار العالمي تحت قائمة القضايا السياسية، بالتوازي مع وجود خطط فورية تهدف لخفض الإنفاق على الأبحاث البيئية، لا سيما المتعلقة منها بالمناخ، بالإضافة إلى إيقاف تمويل عمليات رصد غاز ثنائي أكسيد الكربون. نصّب ريغان جيمس ب. إدواردز وزيرًا للطاقة، الذي كان قد أدلى بتصريحات تنص على أن ظاهرة الاحترار العالمي لا تشكل مشكلة حقيقية. تلقى عضو الكونغرس الأمريكي آل جور تعليمه في عهد العالم روجر ريفال وكان على دراية بالعلوم المتطورة: انضم إلى باقي الأعضاء في تنظيم جلسات استماع الكونغرس الأمريكي منذ عام 1981 فصاعدًا، مع شهادة من العلماء بمن فيهم ريفال، وستيفن شنايدر، ووالاس بروكر. استطاعت جلسات استماع الكونغرس كسب الاهتمام الكافي من الرأي العام  للحد من تخفيضات الإنفاق في ما يتعلق بالبحوث الجوية، ونشأ حوار حزبي سياسي مستقطب. في عام 1982، نشر شيروود ب. إدسو كتابه بعنوان ثنائي أكسيد الكربون: عدو أم صديق؟ الذي أشار فيه إلى أن الزيادة في غاز ثنائي أكسيد الكربون لن تُسفر عن ارتفاع درجة حرارة الكوكب، إلا أنها سوف تعمل على تخصيب المحاصيل وستكون «شيئًا يجب العمل على تحفيزه لا قمعه»، بينما يتذمّر جراء رفض نظرياته من قِبل «المؤسسة العلمية».

## شبكة النكران

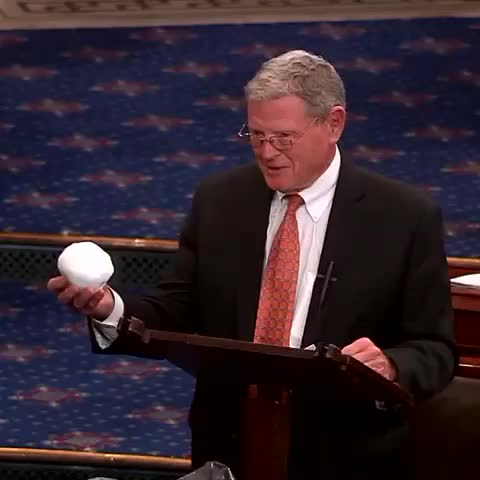
إينهوف يحمل كرة الثلج

### الولايات المتحدة
من بين دول العالم، تعد صناعة إنكار التغير المناخي أقوى في الولايات المتحدة. من عام 2015 إلى عام 2017 (بعد أن خدم بالفعل من عام 2003 إلى عام 2007)، ترأس لجنة مجلس الشيوخ بالولايات المتحدة للبيئة والأشغال العامة من قبل جماعات الضغط النفطية ومنكري تغير المناخ جيم إينهوفي، الذي كان قد وصف في السابق تغير المناخ بأنه «أكبر خدعة ارتكبت ضد الشعب الأمريكي» وادعى أنه كشف عن خدعة مزعومة في فبراير 2015 عندما أحضر كرة الثلج معه في مجلس الشيوخ وألقاها عبر الأرضية. خلفه جون باراسو في عام 2017، الذي قال بالمثل: «المناخ يتغير باستمرار. الدور الذي يلعبه النشاط البشري غير معروف.» ترتبط الحملة المنظمة لتقويض ثقة الجمهور في علوم المناخ بالسياسات الاقتصادية المحافظة وتدعمها المصالح الصناعية المعارضة لتنظيم انبعاثات ثاني أوكسيد الكربون. ارتبط إنكار التغير المناخي مع لوبي الوقود الأحفوري، وإخوان كوخ، ودعاة الصناعة، ومراكز الفكر المحافظ، غالبًا في الولايات المتحدة. أكثر من 90 ٪ من الأوراق المتشككة في تغير المناخ تنبع من مراكز الفكر اليمينية  ويبلغ إجمالي الدخل السنوي لمنظمات مكافحة تغير المناخ هذه حوالي 900 مليون دولار. بين عامي 2002 و 2010، ما يقرب من 120 مليون دولار (77 مليون جنيه استرليني) تم التبرع بها بشكل مجهول عبر صندوق المانحين لرؤوس الأموال والجهات المانحة لأكثر من 100 منظمة تسعى إلى تقويض التصور العام للعلوم حول تغير المناخ. في عام 2013، ذكر مركز الإعلام والديمقراطية أن شبكة سياسة الدولة (SPN)، وهي مجموعة تضم 64 مؤسسة فكرية أمريكية، كانت تضغط نيابة عن الشركات الكبرى والمانحين المحافظين لمعارضة تنظيم تغير المناخ.
بعض جماعات إنكار تغير المناخ تقول أن نسبة ثاني أكسيد الكربون هي ضئيلة في الجو (حوالي 400 جزء في المليون، أو 0.04 ٪)، مما يجعل تأثيره على المناخ قليل الأهمية بالرغم من أن عرف العلماء لأكثر من قرن من الزمان أنه حتى هذه النسبة الصغيرة لها تأثير كبير على ارتفاع درجات الحرارة، ومضاعفة النسبة تؤدي إلى زيادة كبيرة في درجة الحرارة. الإجماع العلمي، كما تم تلخيصه في تقرير التقييم الرابع للفريق الحكومي الدولي المعني بتغير المناخ، والمسح الجيولوجي الأمريكي، وغيرها من التقارير، يشير أن النشاط البشري هو السبب الرئيسي لتغير المناخ. يمثل حرق الوقود الأحفوري حوالي 30 مليار طن من ثاني أوكسيد الكربون كل عام، وهو ما يعادل 130 ضعف الكمية التي تنتجها البراكين. تزعم بعض المجموعات أن بخار الماء هو أحد غازات الدفيئة الأكثر أهمية، ويتم استبعاده من العديد من النماذج المناخية. على الرغم من أن بخار الماء هو أحد غازات الدفيئة، فإن العمر القصير للغاية لبخار الماء في الغلاف الجوي (حوالي 10 أيام) مقارنة بانبعاث غاز ثاني أكسيد الكربون (مئات السنين) تعني أنهذا الغازهو المحرك الرئيسي لزيادة درجات الحرارة؛ إذ أن بخار الماء يعمل كرد فعل وليس كقوة  تم دمج بخار الماء في النماذج المناخية منذ نشأتها في أواخر القرن التاسع عشر.
كم تقول مجموعات إنكار المناخ أن الاحتباس الحراري توقف مؤخرًا أو أن درجات الحرارة العالمية آخذة في التناقص، مما يؤدي إلى تبريد عالمي. تستند هذه الحجج إلى تقلبات على المدى القصير، وتتجاهل نمط الاحترار على المدى الطويل.

### نظريات المؤامرة
كما قد تم طرح نظريات مؤامرة حول الاحترار العالمي التي تزعم أن الإجماع العلمي هو وهم، أو أن علماء المناخ يعملون على مصالحهم المالية الخاصة عن طريق التسبب في إنذار لا مبرر له حول تغير المناخ. على الرغم من تسرب رسائل البريد الإلكتروني أثناء الجدل حول البريد الإلكتروني لوحدة البحوث المناخية، وكذلك الأبحاث المستقلة المتعدد الجنسيات حول هذا الموضوع، لم يتم تقديم أي دليل على هذه المؤامرة، ولا يوجد إجماع قوي بين العلماء من العديد من الخلفيات السياسية والاجتماعية والتنظيمية والوطنية. حول مدى وسبب تغير المناخ. وقد خلص العديد من الباحثين إلى أن حوالي 97٪ من علماء المناخ يتفقون مع هذا الإجماع. كذلك، فإن الكثير من البيانات المستخدمة في علوم المناخ متاحة للجمهور ليتم عرضها وتفسيرها من قبل الباحثين المتنافسين وكذلك الجمهور.

## العلوم الزائفة
وصفت مجموعات مختلفة، بما في ذلك المركز الوطني لتعليم العلوم، إنكار تغير المناخ بأنه شكل من أشكال العلوم الزائفة. ركزت شكوك التغير المناخي، رغم اعترافها في بعض الحالات بإجراء أبحاث حول التغير المناخي، بدلاً من ذلك على التأثير على رأي الجمهور والمشرعين ووسائل الإعلام، على عكس العلم الشرعي.

## الرأي العام
يتأثر الرأي العام بشأن تغير المناخ بشكل كبير بالتغطية الإعلامية لتغير المناخ، وتأثيرات حملات إنكار تغير المناخ. أدت الحملات الرامية إلى تقويض ثقة الجمهور في علوم المناخ إلى انخفاض إيمان الجمهور بتغير المناخ، مما أثر بدوره على الجهود التشريعية للحد من انبعاثات غاز ثاني اوكسيد الكربون.

## القومية
لقد اقترح أن تغير المناخ يمكن أن يتعارض مع وجهة نظر قومية لأنه «غير قابل للحل» على المستوى الوطني ويتطلب عملاً جماعياً بين الأمم أو بين المجتمعات المحلية، وبالتالي فإن القومية الشعبوية تميل إلى رفض علم تغير المناخ.

## جماعات الضغط
شملت الجهود المبذولة للضغط ضد اللوائح البيئية كحملات لإثارة الشكوك حول العلم وراء تغير المناخ، ولإخفاء الإجماع العلمي والبيانات. لقد قوضت هذه الجهود ثقة الجمهور في علوم المناخ، وأثرت في الضغط على تغير المناخ.

### القطاع الخاص
توفر العديد من الشركات الكبيرة في صناعة الوقود الأحفوري تمويلًا كبيرًا لمحاولات تضليل الجمهور بشأن جدارة علم المناخ بالثقة. تم تحديد أسس عائلة اكسون موبيل وكوتش على أنها الممولين المؤثرين بشكل خاص لمناقضة تغير المناخ.

### المدارس
وفقًا للوثائق التي تم تسريبها في فبراير 2012، قام معهد هارتلاند بتطوير منهج للاستخدام في المدارس والذي يعتبر تغير المناخ بمثابة جدل علمي. في عام 2017، كتب جلين برانش، نائب مدير المركز الوطني لتعليم العلوم (NCSE)، أن «معهد هارتلاند يواصل نشر كتابه الخاص بإنكار التغير المناخي على معلمي العلوم في جميع أنحاء البلاد». كما وصف كيف كان رد فعل بعض معلمي العلوم على رسائل هارتلاند: «لحسن الحظ، لا يزال يتم استقبال رسائل هارتلاند بالشك ورفضها بازدراء». وقد أعدت NCSE موارد الفصول الدراسية ردا على هارتلاند وغيرها من التهديدات المعادية للعلوم.

## التأثير
كانت حالة عدم اليقين المصنّعة بشأن تغير المناخ، وهي الإستراتيجية الأساسية لإنكار تغير المناخ، فعالة للغاية، لا سيما في الولايات المتحدة. وقد ساهم في تدني مستويات القلق العام وفي تقاعس الحكومة في جميع أنحاء العالم. يشير استطلاع أجرته أنغوس ريد في عام 2010 إلى أن شكوك الاحترار العالمي في الولايات المتحدة وكندا والمملكة المتحدة آخذة في الارتفاع. قد تكون هناك أسباب متعددة لهذا الاتجاه، بما في ذلك التركيز على القضايا الاقتصادية وليس البيئية، والتصور السلبي للأمم المتحدة ودورها في مناقشة تغير المناخ.